# Stor-Kolatjärnen, Dalarna
Stor-Kolatjärnen är en sjö i Älvdalens kommun i Dalarna och ingår i Dalälvens huvudavrinningsområde.